# Prisbildningsproblemet och föränderligheten
Prisbildningsproblemet och föränderligheten utkom 1927 och var Gunnar Myrdals doktorsavhandling. Boken blev av central betydelse för Stockholmsskolans begreppsbildning och brukar räknas som startskottet för dess forskning. Utgångspunkten var Cassells statiska prisbildningsteori. Myrdal ville frigöra prisbildningsbildningsteorin från dess statiska förutsättning, och införa en dynamiska föränderlighetsfaktor i denna teori.